# 공동범죄집단

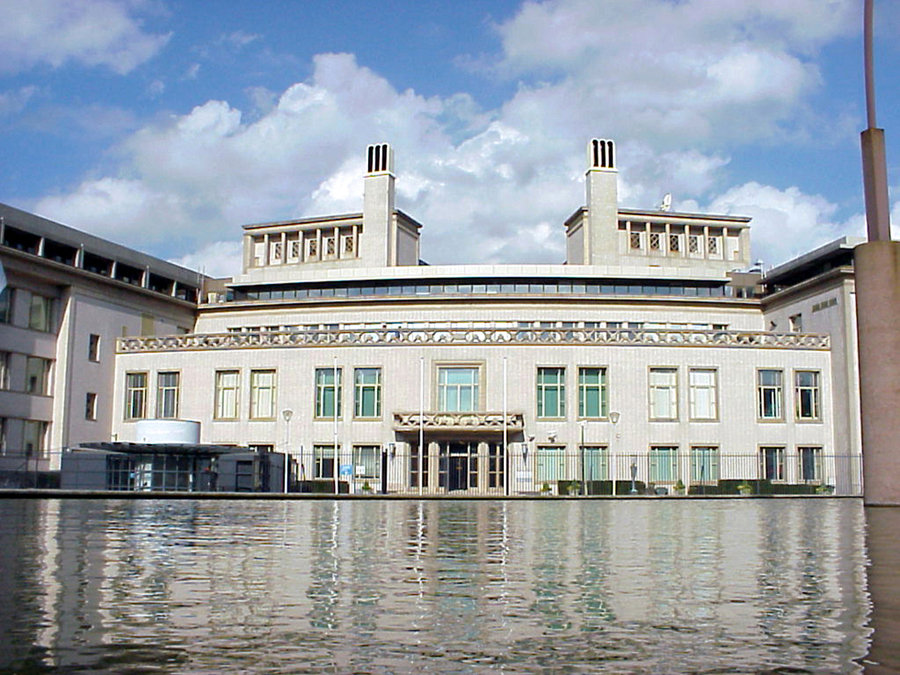
네덜란드 헤이그에 있는 구유고슬라비아 국제형사재판소(ICTY) 건물의 전경.

공동범죄집단(共同犯罪集團, Joint criminal enterprise, JCE) 혹은 공동목적정범(共同目的正犯)은 전쟁 범죄 재판에서 범죄를 저지른 집단의 구성원들에게 기소하기 위해 사용하는 법률원칙(Legal doctrine)이다. 공동범죄집단 이론에 따르면 조직적인 집단의 각 구성원이 공동의 계획이나 목표 내에서 저지른 집단적인 범죄에 대해 개별적인 책임을 묻도록 하고 있다. 공동범죄집단 이론은 1991년부터 1999년까지 이어진 유고슬라비아 전쟁 기간 자행된 집단학살을 포함한 대규모 전쟁 범죄 혐의로 여러 군사, 정치 지도자를 기소할 때 구유고슬라비아 국제형사재판소(ICTY)가 공동목적(Common purpose) 개념과 함께 사용하며 만들어졌다.
예를 들어 "3명이 은행 강도를 저질렀는데 그 과정에서 1명이 총으로 사람을 쏴 사망했을 경우", 공동범죄집단 이론에 따르면 3명 모두 살인죄를 저질렀음을 인정한다. 즉 범죄의 실행에 기여한 정도와 무관하게 공통의 의도를 가지고 범죄에 기여한 자에게 정범책임을 인정, 일종의 '집단책임'을 질 수 있다는 개념이다.

## 정의
어느 정도의 협조와 행동 조율 없이는 집단학살이나 인도에 반한 죄와 같은 잔혹행위를 자행하는 일이 사실상 불가능하다.

공동범죄집단이라는 논리를 최초로 사용한 때는 제2차 세계 대전 이후 '공동목적'(혹은 '공동(의 목표를 가진) 집단')이라는 이름으로 사용하거나 별다른 이름 없이 공동범죄집단에 해당하는 논리를 사용한 사례에서 확인되었다. 하지만 공동범죄집단과 그 구성요소에 대한 체계적인 접근과 사용은 1999년 두슈코 타디치 재판에서 최초로 사용하였다. 타디치 재판 당시 1심 재판부는 ICTY 규정 제7조제1항에 명시되지 않은 JCE 이론을 토대로, 공동목적을 가지고 범죄행위에 가담한 자들이 실행한 행위도 ICTY 규정 제7조제1항상 실행(commission)에 해당한다고 판시하여 타디치의 전쟁범죄 책임을 인정하였다.
ICTY 항소심의회에서는 2003년 5월 21일 공동범죄집단의 정의를 다음과 같이 규정하였다.

재판소의 인적관할권: 재판소의 인적관할에 속하기 위해서는 어떠한 법적 책임의 경우에도 다음 네 가지 전제조건을 충족해야 한다. 첫째로 명시적, 혹은 암묵적으로 법령에 규정되어 있어야 하며, 둘째로 해당 시점에 관습적인 국제법에 따라 존재해야 하며 셋째로 그런 형태의 책임을 규정하는 법률은 그런 방식으로 행동한 모든 사람이 관련되었음을 예상할 수 있어야 하며, 마지막으로 그러한 사람이 체포되었을 경우 자신의 행위에 대해 형사책임을 질 수 있음을 예상할 수 있어야 한다.
공동범죄집단과 재판소의 법령: 범죄나 양태에 대한 책임에 대해서 재판소의 관할 내에 들어오기 위해 명시적으로 언급할 필요성은 없다. ICTY의 법령은 가능한 한 모든 경우의 수와 이에 따른 모든 해결책을 꼼꼼하게 언급하는 상세한 법규가 아니며, 또한 그러한 법규라고 칭하지도 않는다. 어느 정도는 일반적인 용어로 재판소가 운영하도록 위임받은 관할권의 범위를 명시적으로 언급할 뿐이다. 제7조제1항의 목록은 '또는 기타 지원이나 방조'라는 문구의 사용이 시사하는 바와 같이 본질상 철저하게 정의되지 않은 것으로 보인다.
공동범죄집단의 성격: 집단 구성원은 단순히 알고 있는 것 뿐 아니라 공동범죄집단의 목적을 공유하는 한 (가담자가 해야 할 일) 가담자는 이를 고려되는 범죄의 단순한 지원자나 방조자라고 볼 수 없다. 공동범죄집단은 위의 법 제7조제1항에 따른 '실행'(Commission)의 한 형태이다.
공동범죄집단과 모의: 공동범죄집단과 '모의'는 두 가지 서로 다른 형태의 책임에 속한다. 모의의 경우에는 단순 합의만으로도 충분하지만, 공동범죄집단의 책임은 해당 집단의 향후 범죄 행위 실행에 따라 달라진다.
공동범죄집단과 범죄집단 가담자: 공동범죄집단의 형사 책임은 단순한 범죄집단의 가담자에 대한 책임도 아니며, 범죄를 음모한 죄에 대한 책임도 아니다. 이와는 다른 형태로, 공동범죄집단의 일부로서 범죄의 실행에 가담한 것과 관련된 책임의 형태이다.

 — ICTY 항소심의회, 2003년 5월 21일.

2004년 국제형사재판소 저널에 공동범죄집단에 관한 글을 작성한 스티븐 파월(ICTY 및 시에라리온 특별재판소 문제에 대하여 항소심에서 등장한 변호사)은 법원의 법령에 '공동범죄집단'에 대한 구체적인 언급이 없었으므로 항소심의회가 이 선언을 할 의무가 있다고 명시했으며, 이는 "형법, 특히 국제형법에서 원고와 검찰, 그리고 아마도 더 중요한 것은 피고 모두가 재판을 준비하고 진행할 수 있도록 책임의 다양한 근거에 대해 명확하고 확실한 정의가 필요하다"고 말했다.

## 종류
공동범죄집단에는 세 가지 종류가 존재한다. 제1형 공동범죄집단은 공동목적의 범위 내에서 발생한 범죄를 가리키며, 제2형 공동범죄집단은 제1형의 아종으로 집단수용소에서 발생하는 범위를 가리키며, 제3형 공동범죄집단은 공동목적의 범위 밖에서 발생한 범죄를 각각 피고에게 책임을 귀속시키기 위해 사용하는 이론이다. 각 종류의 공동범죄집단에 성립하기 위한 주관적 조건은 아래와 같다.
- 제1형 JCE: 공동목적의 한 측면 이상에 자발적으로 가담하였고, 이에 더해 피고인이 범죄 실행에 대한 고의를 다른 공동범죄집단 구성원과 공유해야 한다.[13]
- 제2형 JCE: 조직화된 범죄 체제를 인식해야 하며, 그 체제의 범죄목적을 추진하러는 고의가 존재해야 한다.[14]
- 제3형 JCE: 공동범죄집단에 가담하고 그 범죄목적을 추진하러는 고의가 존재해야 하며, 공동목적 밖의 범죄가 공동범죄집단 구성원(또는 그 도구로 활동하는 자)가 저지를 것이 예상 가능했어야 하며 그럼에도 불구하고 그 위험을 의도적으로 감수했어야 한다.[14]

## 사례

### 제2차 세계 대전 이후
제2차 세계 대전 이후 영국과 미국이 독일에 설립한 법정에서는 나치 독일에 대한 재판에서 공동범죄집단 논리를 적용하였다. 이탈리아 대법원도 이탈리아 파시즘에 대한 재판에서 비슷한 이론을 적용하였다.

#### 강제수용소 재판 사례
제2차 세계 대전 이후 공동범죄집단 이론이 적용된 최초의 사례는 미국 법원이 재판한 다하우 강제 수용소 재판과 독일에 있는 영국 군사법정이 판결한 베르겐-벨젠 강제 수용소 재판이다. 두 재판에서는 피고가 나치의 강제 수용소의 체계 내에서 권위와 지위를 가지고 있었으며, 이를 근거로 가담자들이 죄수를 죽이거나 학대하는 공동의 계획에 따라 행동했다는 혐의에 따라 유죄 판결을 받았다.

#### 에센 린치 사건 재판
영국 군사법원에서 판결한 에센 린치 사건은 공동범죄집단과 가장 비슷한 관련성을 보여준 재판이었다. 에센 린치 사건은 1944년 12월 13일 영국 왕립공군 포로 3명이 에센에서 독일인 군중들에게 집단폭행을 당한 사건이었다.
본 재판에서 전쟁 범죄 혐의로 총 7명이 기소되었는데 이 중에서는 포로를 호위한 독일군 병사를 지휘하였던 독일군 대위가 포함되어 있었다. 포로와 함께 호위대가 떠날 때 대위는 독일 민간인들이 포로를 괴롭힐 경우 간섭하지 말라고 호위대에게 명령을 내렸다. 이 명령은 모여 있는 군중들이 들을 수 있도록 큰 소리로 내려졌다. 전쟁 포로가 에센의 큰 길목을 행진하자 군중들이 점점 더 많이 모여 이들을 때리고 돌을 던지기 시작했다. 포로들이 다리에 도착하자 포로를 다리 난간 위로 밀어버려 공군 포로 중 한명이 추락사하였고 나머지 두 명은 군중들의 집단 린치로 사망하였다.

### 유고슬라비아 전쟁 이후
공동범죄집단을 실제 범죄 수사와 기소 이론으로 사용한 것은 유고슬라비아 전쟁 이후 세워진 ICTY에서 카를라 델 폰테 검사장에게 제출한 서면안에서 처음 등장하였다. 1993년 5월 25일 유엔 안전 보장 이사회 결의 제827호에 따라 구유고슬라비아 국제형사재판소(ICTY)가 세워졌다. 국제형사재판소에서는 1991년 1월 1일 이후 유고슬라비아 사회주의 연방공화국의 구 영토 내에서 일어난 국제인도법 위반, 제네바 협약 내 조약 위반, 전시국제법 위반, 집단학살 수행, 인도에 반한 죄 등을 일으킨 피의자를 기소할 수 있는 권한을 가졌다.

### 크로아티아 독립 전쟁
크로아티아 독립 전쟁에서 ICTY 기소자는 일반 사병부터 대통령, 총리 등 최고위층까지 다양했다. 고위급 기소자로는 세르비아의 대통령인 슬로보단 밀로셰비치, 세르비아 크라이나 공화국의 대통령인 밀란 바비치, 크로아티아 육군 장군인 안테 고토비나 등이 있었다. 당시에는 크로아티아의 대통령인 프라뇨 투지만도 기소했었으나 ICTY의 혐의 조사 도중 1999년 암으로 사망하였다. ICTY의 전 조사관으로 근무했었던 마르코 아틸라 호아레는 수사팀이 밀로셰비치 뿐 아니라 "공동범죄집단"(joint criminal enterprise) 고위층 전부, 즉 벨코 카디예비치, 블라고예 아지치, 보리사브 요비치, 브란코 코스티치, 모미르 불라토비치 등등을 전부 기소하기 위한 작업을 했었다고 증언했다. 하지만 이런 작업은 카를라 델 폰테의 개입으로 거부되었으며 밀로셰비치로 기소를 한정짓게만 되었다.
1991년에서 1995년 사이 마르티치는 자칭 "크라이나 지역 세르비아인 자치구"(SAO 크라이나), 후일의 "세르비아 크라이나 공화국"(RSK)의 자칭 대통령, 내무장관, 국방장관을 겸임하였다. 그는 이 시기 슬로보단 밀로셰비치를 포함한 공동범죄집단(JCE)에 가담한 것으로 확인되었는데, 크로아티아와 보스니아 헤르체고비나에 거주하고 있는 비세르비아계에 대한 광범위하고 체계적인 범죄 행위를 통해 순수 세르비아인 통일국가를 만들고자 하였다.
 — 구유고슬라비아 국제형사법원의 밀란 마르티치 재판 판결문에서.
2010년 기준 ICTY는 세르비아인, 몬테네그로인 7명에 대해 유죄를 선고하였으며, 크로아티아인에 대해서는 아직 선고가 나지 않았다. 유죄 선고를 받은 피고인 중 밀란 마르티치가 35년형으로 제일 길었으며, 바비치는 13년형을 받았다. 바비치는 선고를 받으면서 자신이 전쟁에서 해온 일에 대해 "크로아티아인 형제들이 자신을 용서해 달라"라고 말을 남기기도 하였다. 2007년에는 헤이그에서 열린 ICTY 재판에서 부코바르 학살에 가담한 전 유고 인민군 장교 2명이 유죄 판결을 받았다. 이 재판에서 베셀린 슐리반차닌은 10년형을, 밀레 므르크시치는 20년형을 선고받았다. 기소한 검찰 측은 부코바르 점령 이후 두 유고 인민군이 크로아티아인 수백 명을 세르비아군에게 그냥 넘겼다고 주장하였다. 이후 최소 264명(대부분 군인이나 여성 2명과 16세 아동 1명도 있었음)이 끌려가 학살당해 사망했으며, 부코바르 외곽 시골의 오브차라 인근 집단무덤에 묻혔다고 밝혔다. 당시 부코바르 시장이었던 슬라브코 도크마노비치도 ICTY에 기소되었으나 1998년 구속된 후 자살하였다.

### 보스니아 전쟁
보스니아 전쟁 이후 법정에 따르면 2008년 초 ICTY는 1990년대 발칸반도에서 일어난 전쟁과 관련하여 세르브인 45명, 크로아트인 12명, 보슈냐크인 4명이 기소되어 유죄 판결을 받았다. 세르브인과 크로아트인쪽의 경우에는 모두 조직적인 전쟁 범죄(공동범죄집단)으로 기소되어 유죄 판결을 받았으며, 보슈냐크인은 개별적인 전쟁 범죄 혐의로 기소되어 유죄 판결을 받았다. 세르비아 전시 지도부 대부분이 기소되었는데 빌랴나 플라브시치, 몸칠로 크라이슈니크, 라도슬라브 브르자닌,, 두슈코 타디치 등은 전부 전쟁 범죄와 인종 청소 혐의로 기소되어 유죄 판결을 받았다.
중앙보스니아의 크로아트계 정치 지도자인 다리오 코르디치는 중앙보스니아에서 벌어진 인종 청소 등의 인도에 반한 죄로 유죄 판결을 받고 징역 25년형을 선고받았다. 2013년 5월 29일에는 헤르체그보스니아 크로아티아인 공화국의 총리였던 야드란코 프를리치에게 1심에서 징역 25년형을 선고받았다. 그 외에도 재판부는 같은 날 헤르체그보스니아의 국방장관 브루노 스토이치에게 20년형을, 헤르체그보스니아의 군사 지휘관 슬로보단 프랄랴크와 밀리보이 페트코비치에게 각각 20년형을, 헤르체그보스니아군 헌병대사령관 발렌틴 초리치에게 20년형을, 포로 협상단 지도자이자 크로아트계가 운영한 강제수용소 총지휘관인 베리슬라브 푸시치에게 10년형을 선고하였다. 재판장 장클로드 엉토네티(Jean-Claude Antonetti) 외 재판관들은 다수결에 따라 이 다섯명이 보스니아 헤르체고비나 내 비크로아트계 다수 지역을 상대로 한 공동범죄집단에 가담하였으며 이 공동범죄집단에는 크로아티아의 대통령 프라뇨 투지만, 크로아티아의 국방장관 고이코 슈샤크, 장군 얀코 보베트코도 포함되어 있다고 판결했다. 하지만 2016년 7월 19일 항소심에서 재판부는 공동범죄집단의 (투지만, 슈샤크, 보베트코에 대한) 가담 여부에 대해 명확한 결과를 내놓지 않으며, 그들은 어떤 범죄도 유죄라고 볼 순 없다라고 판결하였다.

## 같이 보기
- 공범과 정범
- 공동목적
- 지휘책임
- 유고슬라비아 전쟁 기간의 프로파간다

## 참고 문헌
- 민한빛 (2022년 7월 31일). “국제형사법상 정범과 공범 구분에 대한 법경제학적 분석과 시사점”. 《법학논고》 (78): 175-202. doi:10.17248/knulaw..78.202207.175. 2022년 10월 11일에 확인함.
- 설일영 (2010년 12월). ““공동범죄집단”(Joint Criminal Enterprise) 법리 연구”. 《인도법논총》 (대한적십자사 인도법연구소) (30): 21-54. 2022년 10월 11일에 확인함.